# Thiania aura
Thiania aura är en spindelart som beskrevs av Sarah Creecie Dyal 1935. Thiania aura ingår i släktet Thiania och familjen hoppspindlar. Inga underarter finns listade i Catalogue of Life.